# (هيثر تيريل (ماري بينيديكت
هيثر تيريل واسمها الحقيقي ماري بينيديكت (بالإنجليزية: Heather Terrell) (1969)؛ روائية أمريكية. وقد اشتهرت كمؤلفة لأعمال سردية تدمج البحث التاريخي الدقيق بالحبكة الأدبية المشوقة.
ماري بينيديكت روائية ومحامية وجدت شغفها في الكشف عن القصص التاريخية الخفية للنساء، حيث تسعى إلى استكشاف أهم وأعقد وأبرز النساء في التاريخ وإبراز إسهاماتهن وتأثيراتهن على قضايا العصر الحديث.  كتبت أولى رواياتها باسم مستعار وهو هيتر تيرل Heather Terrellهي أيضا محامية تمتلك خبرة تزيد عن عشر سنوات في التقاضي لدى اثنين من أبرز مكاتب المحاماة في الولايات المتحدة.   كان طموح ماري هو الحصول على  وظيفة تمكّنها من كشف أسرار الماضي، كأن تكون عالمة آثار أو مؤرخة، قبل أن تكتشف شغفها بالكتابة وتُجرّب حظها في المجال الأدبي.

## سيرتها
تحمل بينيديكت شهادتين من  كلية الحقوق في بوسطن.  وتقيم حالياً في بيتسبرغ مع أسرتها. وقد اشتهرت كمؤلفة لأعمال سردية تدمج البحث التاريخي الدقيق بالحبكة الأدبية المشوقة.
أثناء تأليف كتابها الأول، أدركت بينيديكت أنها قادرة على التنقيب عن الحقائق المحتملة المدفونة في التاريخ عبر الرواية الخيالية. وقد تجلى ذلك في عملها الروائي الأول "أينشتاين الأخرى" (The Other Einstein)، الذي يحكي قصة ميليفا ماريك، الزوجة الأولى للعالم ألبرت أينشتاين، وهي فيزيائية بحد ذاتها. وقد حققت الرواية نجاحًا واسعًا، حيث أعيد طبعها ليصل عدد نسخها إلى نحو 100,000 نسخة، وتم بيع حقوقها في 12 منطقة حول العالم، منها فرنسا، ألمانيا، إيطاليا، إسبانيا، اليونان، الصين، والبرازيل.
تُعد بينيديكت مؤلفة ناجحة على قوائم نيويورك تايمز وUSA Today، 
تم ترجمة كتبها إلى ثلاثين لغة، وترجمت روايتها أمينة المكتبة سنة 2023 التي صدرت عن منشورات جدل

## رواياتها
- أينشتاين الأخرى
- خادمة كارنيجي (Carnegie’s Maid)،
- المرأة الوحيدة في الغرفة (The Only Woman in the Room). تتناول كتبها شخصيات نسائية تاريخية مغمورة، وتُعيد تسليط الضوء على إسهاماتهن.
- أمينة المكتبة  (The Personal Librarian) مع الكاتبة فيكتوريا كريستوفر موراي، ترجمة خالد حافظي، منشورات جدل
- السيدات أولا (The First Ladies) مع الكاتبة فيكتوريا كريستوفر موراي،
- ملكات الجريمة (The Queens of Crime)، التي صدرت في 11 فبراير 2025، وتحكي قصة الكاتبة الغامضة دوروثي سايرز، منافسة أجاثا كريستي، في إطار تحقيق مشترك في جريمة حقيقية.